# Piotr Sczastliwy
Piotr Wasiljewicz Sczastliwy, ros. Пётр Васильевич Счастливый (ur. 18 kwietnia 1979 w Wichoriewce) – rosyjski hokeista, reprezentant Rosji.
Jego żoną została Ineta Radēviča, łotewska lekkoatletka specjalizująca się w skoku w dal oraz trójskoku. 12 lutego 2009 roku urodził im się syn.

## Kariera
- Jermak Angarsk (1995–1997)
- Torpedo 2 Jarosław (1997–1999)
- Torpedo Jarosław (1997–1999)
- Grand Rapids Griffins (1999–2002)
  -  Ottawa Senators (1999–2004)
- Anaheim Ducks (2004)
- Łokomotiw Jarosław (2004–2006)
- Chimik Mytiszczi (2006–2007)
- CSKA Moskwa (2007–2010)
- Saławat Jułajew Ufa (2010–2012)
- Torpedo Niżny Nowogród (2012–2013)
- HK Sarow (2013–2014)
- Dinamo Ryga (2014)
- HK Soczi (2014-2016)
- Dinamo Ryga (2016-2017)
- Mietałłurg Nowokuźnieck (2017)
- HSC Csíkszereda (2017)
- Slovan Bratysława (2017-)

Wychowanek Jermaka Angarsk. Od maja 2012 roku zawodnik Torpedo Niżny Nowogród. Od lipca 2014 zawodnik Dinama Ryga. W drugiej połowie grudnia 2014 został zwolniony z klubu. Wówczas został zawodnikiem HK Soczi. W sezonie KHL (2015/2016) był kapitanem tej drużyny. Od sierpnia 2016 ponownie zawodnik Dinama Ryga. Od sierpnia do początku października 2017 zawodnik Mietałłurga Nowokuźnieck. Od połowy października 2017 zawodnik rumuńskiego SC Csíkszereda. Od listopada 2017 zawodnik Slovana Bratysława.
Uczestniczył w turniejach mistrzostw świata juniorów do lat 20 edycji 1999 oraz seniorskich mistrzostw świata w 2007 i był wówczas kapitanem kadry Rosji.

## Sukcesy
Reprezentacyjne
- Złoty medal mistrzostw świata juniorów do lat 20: 1999
- Brązowy medal mistrzostw świata: 2007

Klubowe
- Norman R. „Bud” Poile Trophy: 2002 z Grand Rapids Griffins
- Brązowy medal Mistrzostw Rosji: 1999, 2005, 2011 z Łokomotiwem
- Złoty medal mistrzostw Rosji: 2011 z Saławatem
- Puchar Gagarina: 2011 z Saławatem